# Kröningskatedralen, Alba Iulia
Kröningskatedralen (rumänska: Catedrala Încoronării) är en rumänsk-ortodox katedral belägen i staden Alba Iulia i landskapet Transsylvanien, i centrala Rumänien.

## Historik
Byggandet av Kröningskatedralen i Alba Iulia började den 21 mars 1921, då grundstenen lades. Katedralen stod klar i mitten av september 1922 och invigdes den 8 oktober samma år.
Byggnaden har varit en biskopskatedral sedan 1975, då det rumänsk-ortodoxa stiftet Alba Iulia återupprättades, och 1998 upphöjdes stiftet till ett ärkestift.

## Katedralen
- Katedralen är formad som ett grekiskt kors och byggdes enligt ritningar av arkitekt Victor G. Stephănescu. Katedralen är ocksåmärkt som ett monument.[2][4]

- Klocktornet är 58 m högt. Ovanför entrén finns en mosaik som föreställer ärkeänglarna Gabriel och Mikael, som gjordes av målaren Ion Norocea.[4]

- Inne i katedralen finns en ikonostas gjord av ek, som tillverkades av mästaren C.M. Babic och dess ikoner av Ion Norocea.[4]

## Övrigt
Den 15 oktober 1922 kröntes kung Ferdinand I och hans gemål, Marie, i katedralen.

## Bilder

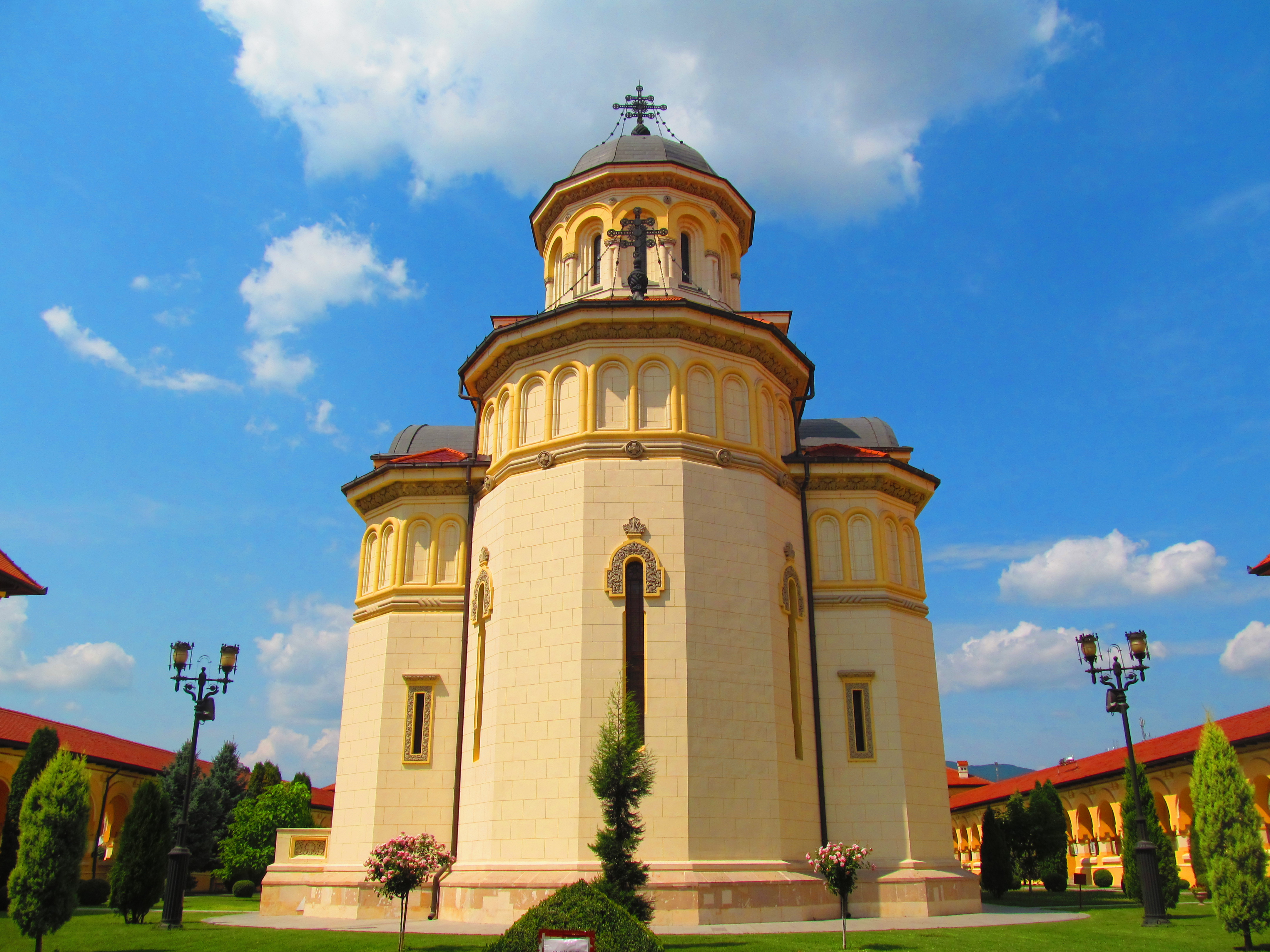
Absiden
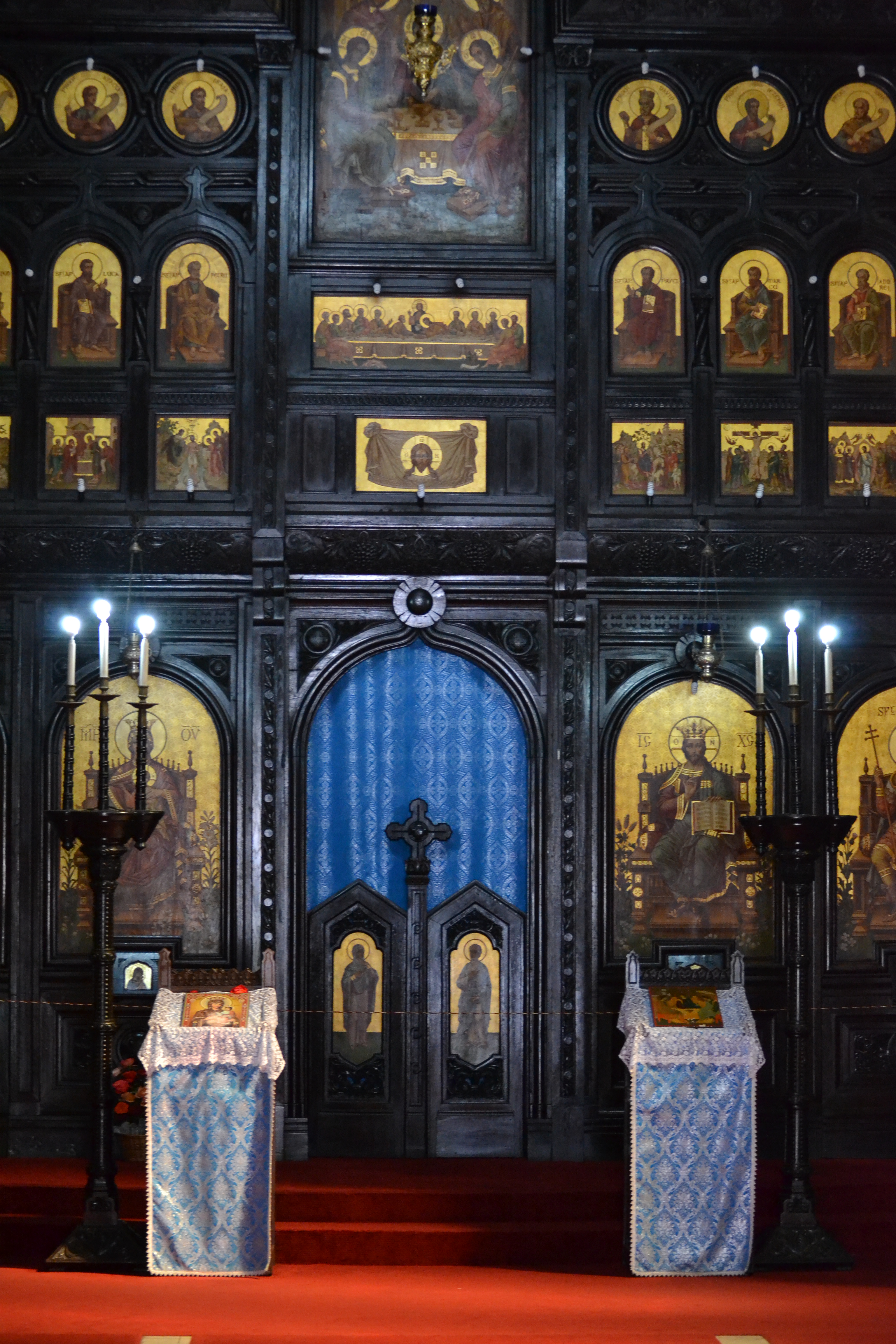
Katedralens interiör mot ikonostasen.
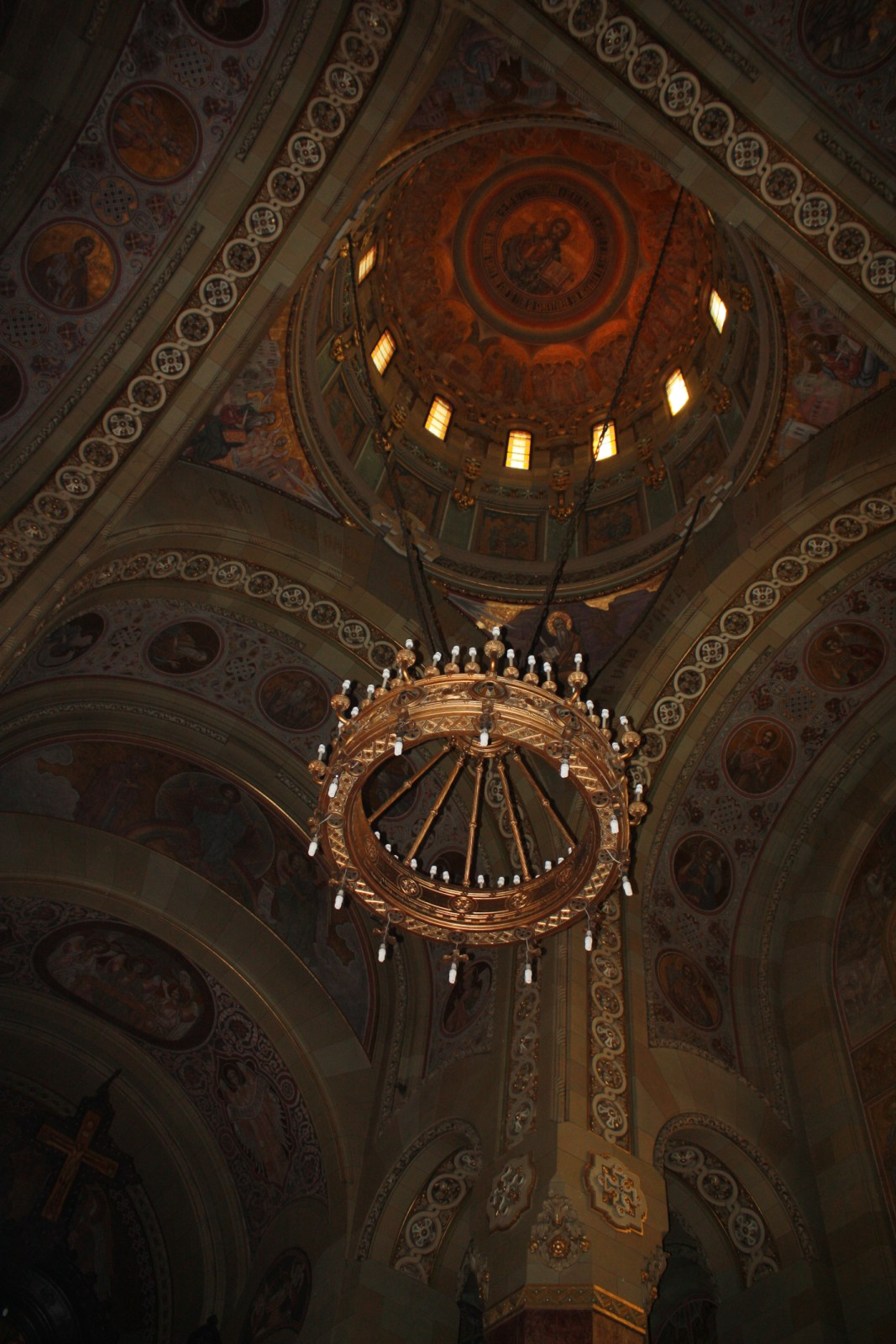
Taket